# Boeing 787
Boeing 787 Dreamliner er et tomotorers mellemstort interkontinentalt fly udviklet af Boeing Commercial Airplanes (BCA). Flyet har en kapacitet på mellem 200 og 350 passagerer afhængigt af sædekonfiguration og er mere økonomisk end tidligere Boeing-modeller. Efter et flyveforbud i 2013 blev ophævet har flere selskaber overvejet at købe flyet.
Med en forsinkelse på ca. to år foretog Boeing 787 Dreamliner sin første prøveflyvning den 15. december 2009. Flyet sattes i drift i oktober 2011 med det japanske All Nippon Airways.
Flyet var tidligere kendt som Boeing 7E7 frem til slutningen af januar 2005. Ifølge Boeing havde bogstavet E ingen særlig betydning men kunne stå for en række positive egenskaber såsom Effektivitet eller Exceptionel. Boeing har hævdet, at den vigtigste betydning er Elektronisk, eftersom hele flyet har kabler, som gør det muligt at kontrollere alle funktioner i flyet via ethernet-systemer.
En nyhed med Boeing 787 er, at Boeing selv vil koncentrere sig om montering af flyet, og at store dele af komponentproduktionen er lagt ud til eksterne partnere. Dette betyder, at omkring 2/3 af komponenterne vil være produceret af selskaber uden for Boeing. Blandt andet har Fuji Heavy Industries, Mitsubishi Heavy Industries og Kawasaki Heavy Industries fået store kontrakter på produktion af vigtige dele af flykroppen og vingerne.
I januar 2013 fik Dreamlineren flyveforbud som følge af brændstoflækage og et eksploderet batteri. Flyene blev genindsat fra juni 2013 efter at fejl blev repareret. Dog har der været adskillige problemer med flytypen bagefter også.

## Versioner
Boeing 787 bygges i flere versioner.
- Boeing 787-3 (B873) - et kort-distancefly med plads til op mod 330 passagerer. Denne type blev aldrig realiseret.
- Boeing 787-8 (B878) - et langdistancefly med op til 250 passagerer. Fløj for første gang i 2009.
- Boeing 787-9 (B879) - et langdistancefly med op til 300 passagerer. Fløj for første gang i 2013.
- Boeing 787-10 (B87X) - et langdistancefly med plads til 330 passagerer. Det første fly er færdigbygget i 2017 og skal indsættes i 2018 for Singapore Airlines. B787-10 er 5,5m længere end sin forgænger og mere brændstof-økonomisk.[3]

## Materialebrug
Boeing 787 er det første passagerfly, hvor hovedparten af flykroppen er bygget i kompositmaterialer i stedet for aluminiumlegeringer. Materialeforbruget, målt på vægten, er ca. 50 % kompositter (carbonlaminat, carbon-sandwich og glasfiber), 20 % er aluminiumlegeringer, 15 % titan, 10 % stål og 5 % andre materialer.

## Flyveforbuddet i 2013
Den 16. januar 2013 fik Dreamlinerne flyveforbud i USA og Japan, efter at en Dreamliner måtte sikkerhedslande i Japan på vej til Tokyo, fordi instrumenterne om bord indikerede fejl i batteriet. Efterfølgende viste tv-optagelser, at der kom synlig røg ud af flyet. Den 17. januar fik Dreamlineren også flyveforbud i Europa og resten af Asien.
Ifølge den foreløbige konklusion fra den amerikanske havarikommission (NTSB) om branden i et Dreamliner-fly i Boston i januar 2013 skyldtes branden en kortsluttet celle i flyets lithium-ion-batteri, hvilket fik temperaturen op på 260 °C, så branden spredte sig til de syv øvrige celler.
Den 14. februar 2013 meddelte det polske luftfartsselskab LOT, at selskabets to Dreamlinere, der skulle have fløjet mellem Warszawa og Chicago, var stillet på jorden til og med oktober 2013. Beslutningen var begrundet i manglende fremskridt og klare udmeldinger fra Boeing om, hvornår Dreamlineren igen forventes at få starttilladelse.
I starten af april 2013 oplyste All Nippon Airways, at selskabet gjorde klar til at genindsætte sine 17 Dreamlinere i løbet af juni - i første omgang som fragtfly. I slutningen af april 2013 kom det endvidere frem, at de amerikanske luftfartsmyndigheder ville godkende Boeings seneste ændringer af ventilationssystemet og batterierne. Ændringerne indebærer bl.a., at batterierne indkapsles i rustfrit stål, som skal forhindre varme, gnister eller ild i at sprede sig, hvis et batteri overophedes. På trods af Dreamlinerens comeback ville det fortsat indebære, at introduktionen af Norwegians Dreamlinere udskydes. I starten af maj forlød det, at alle otte selskaber med Dreamlinere ville sætte deres fly på vingerne i løbet af juni 2013.
Den 12. juli 2013 opstod der brand i en Dreamliner fra Ethiopian Airlines, parkeret i London Heathrow Airport. I dette tilfælde var lithium-ion-batterierne ikke involveret, idet flyets elektriske system havde været slukket i otte timer før ilden opstod. Branden opstod i flyets nødsender (Emergency Locator Transmitter), der drives af et selvstændigt lithium-mangandioxidbatteri (LiMnO2). Det er endnu usikkert om branden skyldes batteriet, eller ELT'ens elektronik. Eksperter kritiserer Boeing for at luftfugtigheden i Dreamlinerens kabine er sat for høj, hvilket kan danne kondens og efterfølgende kortslutninger.